# Duttlenheim
Duttlenheim je občina v departmaju Bas-Rhin francoske regije Alzacija.
Leta 1990 je v občini živelo 2 291 oseb oz. 266 oseb/km².